# Zápas na Letních olympijských hrách 1984 – muži, řecko-římský do 82 kg
Zápas řecko-římský ve váhové kategorii do 82 kg probíhal na Letních olympijských hrách 1984 v Anaheimském Convention Center. O medaile se utkalo celkem 15 zápasníků.

## Turnajové výsledky
Zápasníci jsou rozděleni do dvou skupin. Je aplikován systém na dvě porážky.
Legenda
- TF — Lopatkové vítězství
- ST — Vítězství na technickou převahu, 12 bodů rozdíl
- PP — Vítězství na body, 1-7 bodů rozdíl, poražený s body
- PO — Vítězství na body, 1-7 bodů rozdíl, poražený bez bodů
- SP — Vítězství na body, 8-11 bodů rozdíl, poražený s body
- SO — Vítězství na body, 8-11 bodů rozdíl, poražený bez bodů
- P0 — Vítězství pro pasivitu, protivník bez bodů
- P1 — Vítězství pro pasivitu, vedoucí 1-7 bodů
- PS — Vítězství pro pasivitu, vedoucí 8-11 bodů
- DC — Vítězství z rozhodnutí, skóre 0-0
- PA — Vítězství pro soupeřovo zranění
- DQ — Vítězství pro soupeřovu diskvalifikaci
- DNA — Nenastoupil
- L — Porážky
- ER — Kolo vyřazení
- CP — Klasifikační body
- TP — Technické body

### Skupiny

#### Skupina A
| L      |                         | CP       | TP     |                         | L      |        |
| Kolo 1 | Kolo 1                  | Kolo 1   | Kolo 1 | Kolo 1                  | Kolo 1 | Kolo 1 |
| ------ | ----------------------- | -------- | ------ | ----------------------- | ------ | ------ |
| 1      | Kim Sang-Kyu (KOR)      | 1-3 PP   | 4-5    | Mohamed El-Ashram (EGY) | 0      |        |
| 1      | Mustafa Suzan (TUR)     | 0-4 ST   | 0-15   | Louis Santerre (CAN)    | 0      |        |
| 1      | Daniel Chandler (USA)   | 0-3 PO   | 0-4    | Sören Claeson (SWE)     | 0      |        |
| 0      | Ion Draica (ROU)        | 3-1 PP   | 4-4    | Klaus Mysen (NOR)       | 1      |        |
| Kolo 2 |                         |          |        |                         |        |        |
| 1      | Kim Sang-Kyu (KOR)      | 3-0 P1   | 5:37   | Mustafa Suzan (TUR)     | 2      |        |
| 0      | Mohamed El-Ashram (EGY) | 4-0 TF   | 0:45   | Louis Santerre (CAN)    | 1      |        |
| 2      | Daniel Chandler (USA)   | 0-3 P1   | 5:38   | Ion Draica (ROU)        | 0      |        |
| 0      | Sören Claeson (SWE)     | 3-1 DC   | 0-0    | Klaus Mysen (NOR)       | 2      |        |
| Kolo 3 |                         |          |        |                         |        |        |
| 2      | Kim Sang-Kyu (KOR)      | 1-3 PP   | 8-10   | Louis Santerre (CAN)    | 1      |        |
| 1      | Mohamed El-Ashram (EGY) | 0-3 PO   | 0-3    | Sören Claeson (SWE)     | 0      |        |
| 0      | Ion Draica (ROU)        |          |        | Bye                     |        |        |
| Kolo 4 |                         |          |        |                         |        |        |
| 0      | Ion Draica (ROU)        | 3-1 PP   | 3-1    | Mohamed El-Ashram (EGY) | 2      |        |
| 2      | Louis Santerre (CAN)    | 1-3 PP   | 4-11   | Sören Claeson (SWE)     | 0      |        |
| Finále |                         |          |        |                         |        |        |
|        | Ion Draica (ROU)        | 3.5-0 SO | 10-0   | Sören Claeson (SWE)     |        |        |

| Zápasník                | L | ER | CP | Final |
| ----------------------- | - | -- | -- | ----- |
| Ion Draica (ROU)        | 0 | -  | 9  | 3.5   |
| Sören Claeson (SWE)     | 0 | -  | 12 | 0     |
| Mohamed El-Ashram (EGY) | 2 | 4  | 8  |       |
| Louis Santerre (CAN)    | 2 | 4  | 8  |       |
| Kim Sang-Kyu (KOR)      | 2 | 3  | 5  |       |
| Klaus Mysen (NOR)       | 2 | 2  | 2  |       |
| Daniel Chandler (USA)   | 2 | 2  | 0  |       |
| Mustafa Suzan (TUR)     | 2 | 2  | 0  |       |

#### Skupina B
| L      |                             | CP     | TP     |                             | L      |        |
| Kolo 1 | Kolo 1                      | Kolo 1 | Kolo 1 | Kolo 1                      | Kolo 1 | Kolo 1 |
| ------ | --------------------------- | ------ | ------ | --------------------------- | ------ | ------ |
| 1      | Dimitrios Thanopoulos (GRE) | 3-0 P1 | 5:22   | Jasutoši Morijama (JPN)     | 1      |        |
| 1      | Georg Marchl (AUT)          | 0-3 P1 | 5:34   | Siegfried Seibold (FRG)     | 0      |        |
| 0      | Momir Petković (YUG)        | 3-0 PO | 6-0    | Jarmo Övermark (FIN)        | 1      |        |
| 0      | Ernesto Razzino (ITA)       |        |        | Bye                         |        |        |
| Kolo 2 |                             |        |        |                             |        |        |
| 1      | Ernesto Razzino (ITA)       | 1-3 PP | 4-6    | Dimitrios Thanopoulos (GRE) | 0      |        |
| 2      | Jasutoši Morijama (JPN)     | 0-3 P1 | 5:19   | Georg Marchl (AUT)          | 1      |        |
| 1      | Siegfried Seibold (FRG)     | 0-3 PO | 0-1    | Momir Petković (YUG)        | 0      |        |
| 1      | Jarmo Övermark (FIN)        |        |        | Bye                         |        |        |
| Kolo 3 |                             |        |        |                             |        |        |
| 1      | Jarmo Övermark (FIN)        | 3-1 PP | 10-5   | Ernesto Razzino (ITA)       | 2      |        |
| 0      | Dimitrios Thanopoulos (GRE) | 3-1 PP | 7-6    | Siegfried Seibold (FRG)     | 2      |        |
| 2      | Georg Marchl (AUT)          | 0-3 PO | 0-5    | Momir Petković (YUG)        | 0      |        |
| Finále |                             |        |        |                             |        |        |
|        | Momir Petković (YUG)        | 3-0 PO | 6-0    | Jarmo Övermark (FIN)        |        |        |
|        | Jarmo Övermark (FIN)        | 3-1 PP | 6-1    | Dimitrios Thanopoulos (GRE) |        |        |
|        | Dimitrios Thanopoulos (GRE) | 3-1 PP | 5-1    | Momir Petković (YUG)        |        |        |

| Zápasník                    | L | ER | CP | Final |
| --------------------------- | - | -- | -- | ----- |
| Dimitrios Thanopoulos (GRE) | 0 | -  | 9  | 4     |
| Momir Petković (YUG)        | 0 | -  | 9  | 4     |
| Jarmo Övermark (FIN)        | 1 | -  | 3  | 3     |
| Siegfried Seibold (FRG)     | 2 | 3  | 4  |       |
| Georg Marchl (AUT)          | 2 | 3  | 3  |       |
| Ernesto Razzino (ITA)       | 2 | 3  | 2  |       |
| Jasutoši Morijama (JPN)     | 2 | 2  | 0  |       |

### Finále
|                         | CP               | TP               |                             |                  |
| Zápas o 5. místo        | Zápas o 5. místo | Zápas o 5. místo | Zápas o 5. místo            | Zápas o 5. místo |
| ----------------------- | ---------------- | ---------------- | --------------------------- | ---------------- |
| Mohamed El-Ashram (EGY) | 1-3 PP           | 3-5              | Jarmo Övermark (FIN)        |                  |
| Zápas o 3. místo        |                  |                  |                             |                  |
| Sören Claeson (SWE)     | 3-1 PP           | 5-2              | Momir Petković (YUG)        |                  |
| Finálový zápas          |                  |                  |                             |                  |
| Ion Draica (ROU)        | 3-1 PP           | 4-3              | Dimitrios Thanopoulos (GRE) |                  |

## Finálové pořadí
1. Ion Draica (ROU)
2. Dimitrios Thanopoulos (GRE)
3. Sören Claeson (SWE)
4. Momir Petković (YUG)
5. Jarmo Övermark (FIN)
6. Mohamed El-Ashram (EGY)
7. Louis Santerre (CAN)
8. Kim Sang-Kyu (KOR)